# 21503 Beksha
21503 Beksha è un asteroide della fascia principale. Scoperto nel 1998, presenta un'orbita caratterizzata da un semiasse maggiore pari a 2,5314351 UA e da un'eccentricità di 0,1130107, inclinata di 5,34444° rispetto all'eclittica.